# بارا-زيلين
بارا-زيلين (بالإنجليزية: p-Xylene)‏، هو هيدروكربون عطري وهو واحد من المتزامرات الثلاثة من ثنائي ميثيل البنزين المعروفة بشكل جماعي باسم زيلين. وجميع متزامرات زيلين عديمة اللون وقابلة للاشتعال للغاية.

## الإنتاج
يعتبر إنتاج بارا-زيلين كبيراً من الناحية الصناعية، حيث يُقدر الطلب السنوي ب 37 مليون طن في عام 2014، ولا يزال حتى الآن في ازدياد. بارا-زيلين يتم إنتاجه عن طريق إصلاح الحفاز النفاث النفطي كجزء من عطريات بتكس (البنزين والتولوين والايزومرات الزيلين) المستخرجة من الإصلاح الحفاز. ثم يتم فصل الزيلين في سلسلة من عمليات التقطير أو الامتصاص أو التبلور ورد الفعل من ميتا-زيلين، أورثو-زيلين، وإيثيل بنزين. ونقطة انصهاره هي الأعلى بين هذه السلسلة من الأيزومرات، ولكن التبلور البسيط لا يسمح بالتنقية السهلة بسبب تكوين مخاليط يوتكتيك.
إن إجراءات الفصل هي عوامل التكلفة الرئيسية في إنتاج الزيلين، وما زال البحث مستمراً عن طرق بديلة. وعلى سبيل المثال، تم اقتراح تقنية التناضح العكسي لتحسين جوانب مختلفة من العمليات.

## التطبيقات الصناعية
يُعتبر بارا-زيلين مادة خام كيميائية هامة. من بين التطبيقات الصناعية الأخرى، يُعتبر مادة خام في التوليف على نطاق واسع من البوليمرات المختلفة. على وجه الخصوص فهو عنصر في إنتاج حمض التريفثاليك للبوليستر مثل البولي إثيلين تيريفثالات. ويمكن أيضا بلمرته مباشرةً لإنتاج باريلين.

## السُميّة والأخطار
لا يُعتبر مادة سامة للغاية، الآثار تختلف مع نُظرائه في المتزامرات.
المخاوف مع زيلينس ترتكز على الآثار المخدرة. التعرض المفرط لبارا-زيلين في البشر يمكن أن يسبب الصداع، والتعب، والدوخة، والخمول، والارتباك، والتهيج، واضطرابات الجهاز الهضمي بما في ذلك الغثيان وفقدان الشهية، والتقيؤ، والشعور بزيادة حرارة الجسم. والتعرض لبخاره يمكن أن يسبب تهيج في العين والأنف والحلق والصدر.
بارا-زيلين يحدث بشكل طبيعي في البترول وقطران الفحم. وتنبعث منه معظم مصادر الاحتراق، بما في ذلك عوادم السيارات ودخان التبغ.

### الاستنشاق
استنشاق بارا-زيلين يمكن أن يسبب الدوخة، والصداع، والنعاس، والغثيان. في حالة حدوث التعرض من خلال الاستنشاق، تشمل الإسعافات الأولية الهواء النقي والراحة والعناية الطبية المحتملة. من خلال استخدام التهوية أو حماية التنفس.

### الجلد
التعرض له من خلال الجلد يمكن أن يسبب جفاف الجلد واحمراره. في حالة حدوث تعرض الجلد، تشمل الإسعافات الأولية تنظيف ثم غسل المنطقة المصابة بالماء والصابون، وكذلك إزالة أي ملابس ملوثة وتنظيفها وتجفيفها جيدا قبل إعادة استخدامها. يمكن الوقاية من التعرض من خلال استخدام القفازات الواقية.

### العيون
عند تعرضه للعيون يمكن أن يسبب احمرار وألم. إذا تعرضت العينين، تشمل الإسعافات الأولية شطف العينين بالماء لعدة دقائق، وإزالة العدسات اللاصقة إن وجدت، والاهتمام الطبي. يمكن منع التعرض للعيون من خلال استخدام نظارات السلامة.

### الابتلاع
ابتلاع بارا-زيلين يمكن أن يؤدي إلى حرقان وآلام في البطن، والدوخة، والنعاس، والصداع، والغثيان. إذا تم تناولها.